# Motorcycle Emptiness
Motorcycle Emptiness è un singolo del gruppo musicale gallese Manic Street Preachers, pubblicato nel 1992 ed estratto dal loro primo album in studio Generation Terrorists.

## Tracce

### CD
1. Motorcycle Emptiness – 5:06
2. Bored Out of My Mind – 2:57
3. Crucifix Kiss (live) – 3:10
4. Under My Wheels (live) – 3:01

### 12"
1. Motorcycle Emptiness
2. Bored Out of My Mind
3. Under My Wheels (live)

### 7"/MC
1. Motorcycle Emptiness
2. Bored Out of My Mind

## Video
Il videoclip della canzone è stato girato in Giappone.